# Passarola
 (octobre 2024).
La Passarola est le projet d'un aerostat supposément construit entre 1709 et 1720, attribué à Bartolomeu de Gusmão, prêtre et scientifique portugais né au Brésil. Malgré l'absence de preuves concrètes, l'invention devint célèbre lorsqu'une iconographie apparut en 1784, avec une fausse date de 1774 dans la presse européenne. Créée par le Conde de Penaguião (pt), elle servait à détourner l'attention du prêtre après ses démonstrations de ballons en 1709. Utilisée pour discréditer Gusmão lors de la polémique avec les frères Montgolfier, qui ont construit un ballon en 1783.

## Histoire

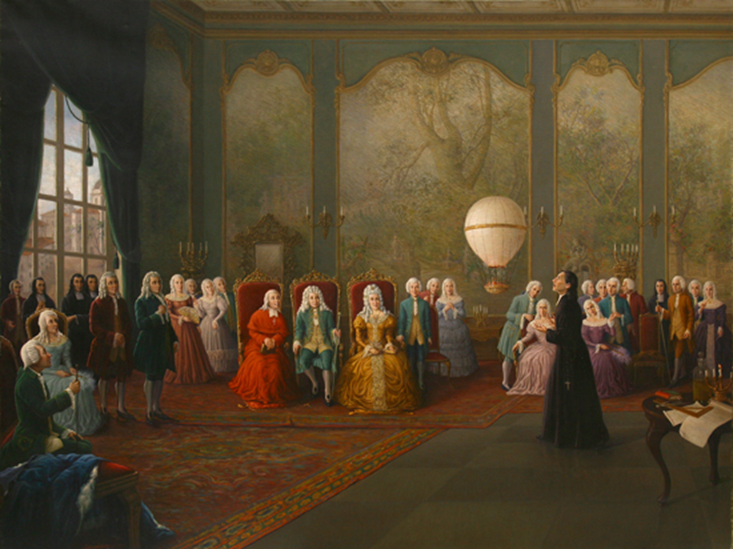
Bartolomeu de Gusmão présente ses prototypes à la cour de D. João V.

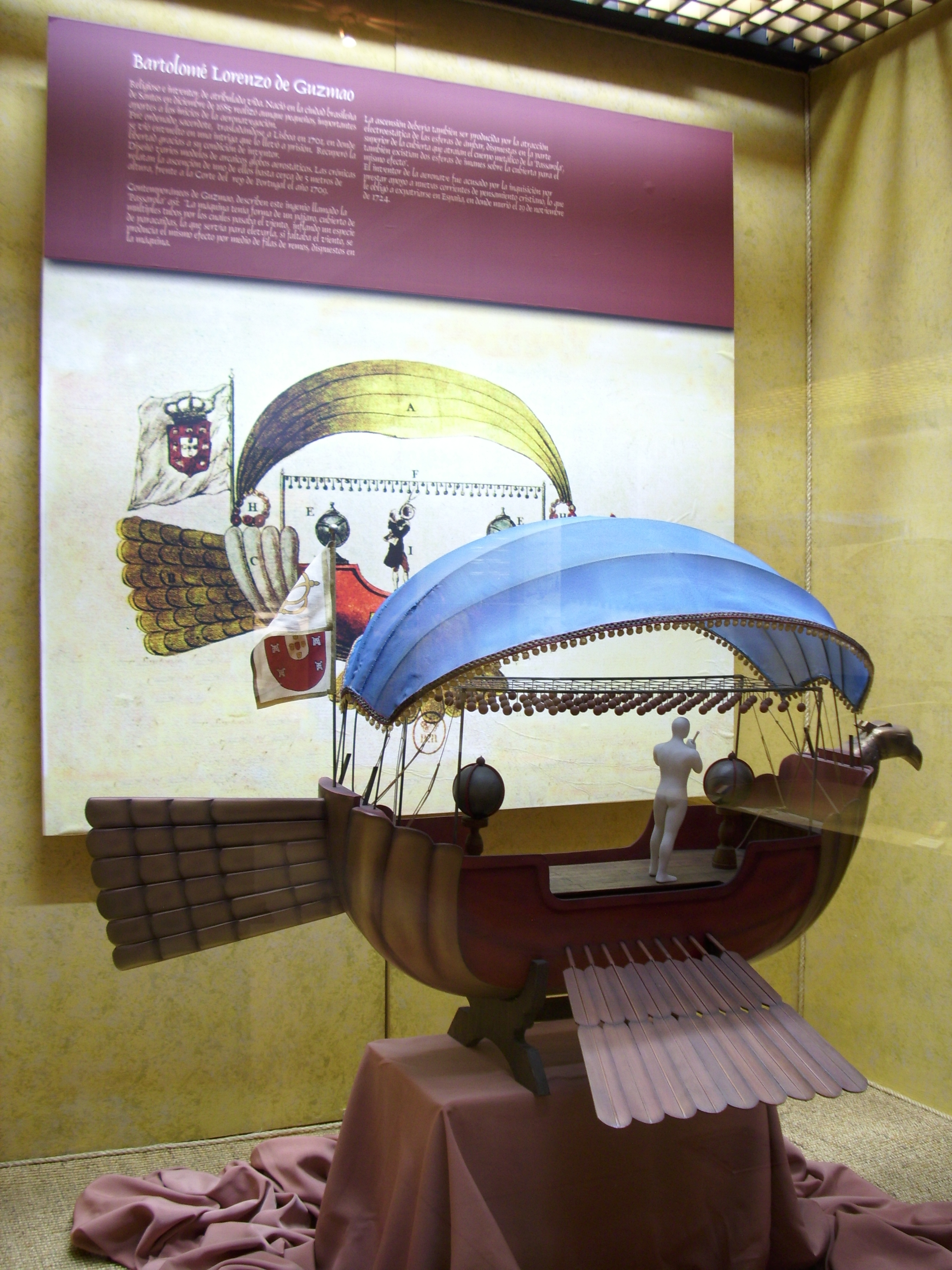
Maquette Passarola, au Musée National Aéronautique et de l'Espace à Santiago du Chili.

Bartolomeu de Gusmão, prêtre jésuite né à Santos, était inscrit à l' Université de Coimbra en 1715, et développa ses intérêts en Mathématiques et physique. En 1709, il obtient un privilège de Jean V (roi de Portugal) qui décida de le financer pour son instrument pour marcher dans l'air. Le 8 août 1709, il fit voler un modèle réduit de ce ballon devant le roi du Portugal. La démonstration a eu lieu devant une importante audience présente dans la salle des ambassadeurs de la Casa da India qui comprenait donc le roi, la reine, le nonce apostolique (le cardinal Conti, futur pape Innocent XIII ), et d'autres membres du corps diplomatique et de la cour portugaise, Bartolomeu de Gusmão fit voler un ballon chauffé à air qui s'éleva jusqu'au toit de la salle et fut détruit par les gardes avec des bâtons pour éviter un incendie.

## Spécificités
Caractéristiques techniques du projet Passarola
Élément : Détails
Type de dispositif : Aérostat (ballon à air chaud)
Nom du projet : Passarola
Date de développement supposée : Entre 1709 et 1720
Démonstration : Un ballon à air chaud a été présenté à la Cour portugaise le 8 août 1709. Ce ballon s'est élevé jusqu'au plafond avant d'être détruit pour éviter un incendie.
Principe de fonctionnement : Utilisation d'un instrument pour "marcher dans l'air", similaire à la marche sur terre ou en mer.
Vitesse supposée : Capacité de parcourir jusqu'à 200 lieux par jour.
Usages militaires suggérés : Communication rapide entre les armées, envoi de vivres, hommes et munitions dans des places assiégées, extraction de personnes en situation de siège.
Portée stratégique : Amélioration de la rapidité de transmission des informations, crucial pour la gestion des territoires éloignés du Portugal.
Inspiration théorique : Le concept de la Passarola semblait influencer les recherches aérostatiques futures, bien que l'appareil lui-même ne fût pas fonctionnel.